# María Antonia de Waldstein-Wartenberg
María Josefa Antoineta Juana Bautista de Waldstein-Wartenberg, condesa de Waldstein-Wartenberg, nació en Viena entre el 29 de marzo de 1771, y murió,  el 17 de enero de 1854, también en Viena. Fue una noble bohemia abuela materna de Fernando II de Portugal.

## Biografía
Era la cuarta hija del conde de Jorge Cristián de Waldstein-Wartenberg y de su esposa Isabel (que descendía de Corfitz Ulfeldt, cuñado de Federico III de Dinamarca). Se casó  en  Viena el 13 de febrero de 1792  con el noble húngaro  Ferencz József Koháry de Csábrág. Fruto de esta unión son sus dos hijos, Francisco (21 de diciembre de 1792 - 19 de abril de 1795) y María Antonia de Kohary de Csábrag.

## Órdenes y cargos

### Órdenes
- Dama de segunda clase de la Orden de la Cruz Estrellada. ( Imperio austríaco, 1792)[5]
- Dama de la Orden de la Reina Santa Isabel.[6] ( Reino de Portugal, 1836)

### Empleos
- Dama de palacio de la Emperatriz de Austria.[7]